# Kasteel van Zink

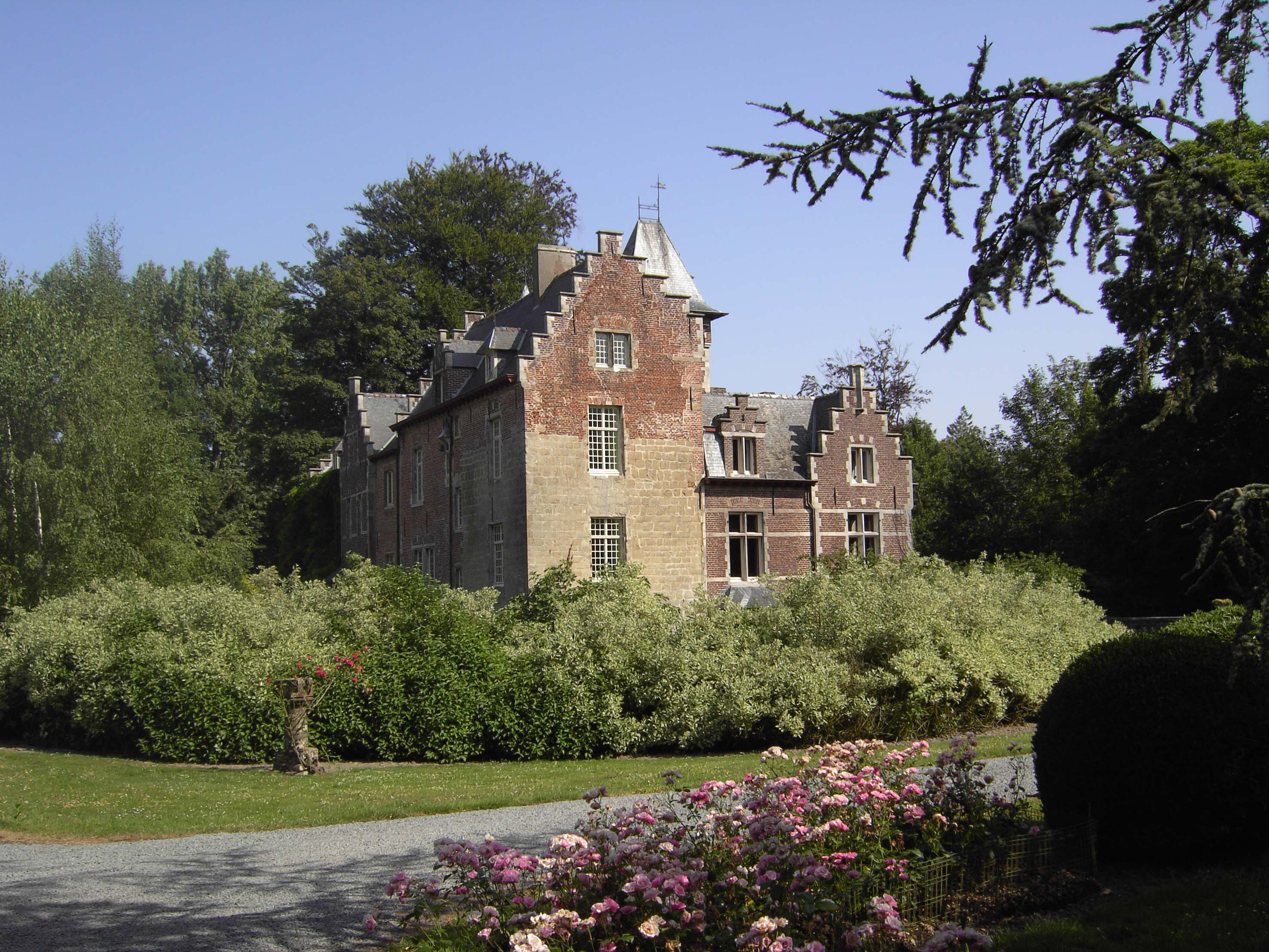
Kasteel van Zink

Het Kasteel van Zink is een kasteel in de tot de Oost-Vlaamse gemeente Merelbeke-Melle behorende plaats Munte, gelegen aan Zink 11-13.

## Geschiedenis
Dit was de zetel van de heerlijkheid van Munte, welke een omgracht kasteel met kapel en kerker omvatte. Tot 1634 woonde hier de Baron van Riviere, heer van Broucom. Na de 16e eeuw werd het kasteel herbouwd en eind 18e eeuw werd het, wegens bouwvalligheid, voor het grootste deel gesloopt. Tijdens de 1e helft van de 19e eeuw werd het verbouwd tot buitengoed. Eind 19e eeuw kwam het in bezit van de familie Verstraeten. Omstreeks 1900 lieten zij het kasteel restaureren en vergroten naar ontwerp van Stephan Mortier.

## Gebouw
Een ruim 1 km lange dreef voert vanaf de voormalige kerk naar het kasteel, dat zich bevindt in de zuidhoek van een rechthoekig, omgracht gebied. Men betreedt dit kasteel via een zandstenen toegangspoort die mogelijk uit de 16e eeuw stamt. Het eigenlijke kasteel heeft een neotraditionalistisch uiterlijk dat omstreeks 1900 tot stand kwam. Onderdelen van het gebouw zijn afkomstig van het oude kasteel, waaronder zwaar metselwerk van hardstenen blokken dat een overblijfsel kan zijn van een vroegere donjon.
Het interieur werd omstreeks 1900 in neo Lodewijk XVI-stijl aangepast.
Tot de bijgebouwen behoort de kasteelhoeve (16e-17e eeuw, in 1980-1985 gerestaureerd en gedeeltelijk tot woning omgebouwd). Hierin ook een laatgotische open haard. Een bijgebouwd torentje, in neotraditionalistische stijl, is ook van omstreeks 1900.
Het domein omvat het Makenbos, waar de toegangsdreef doorheen loopt.

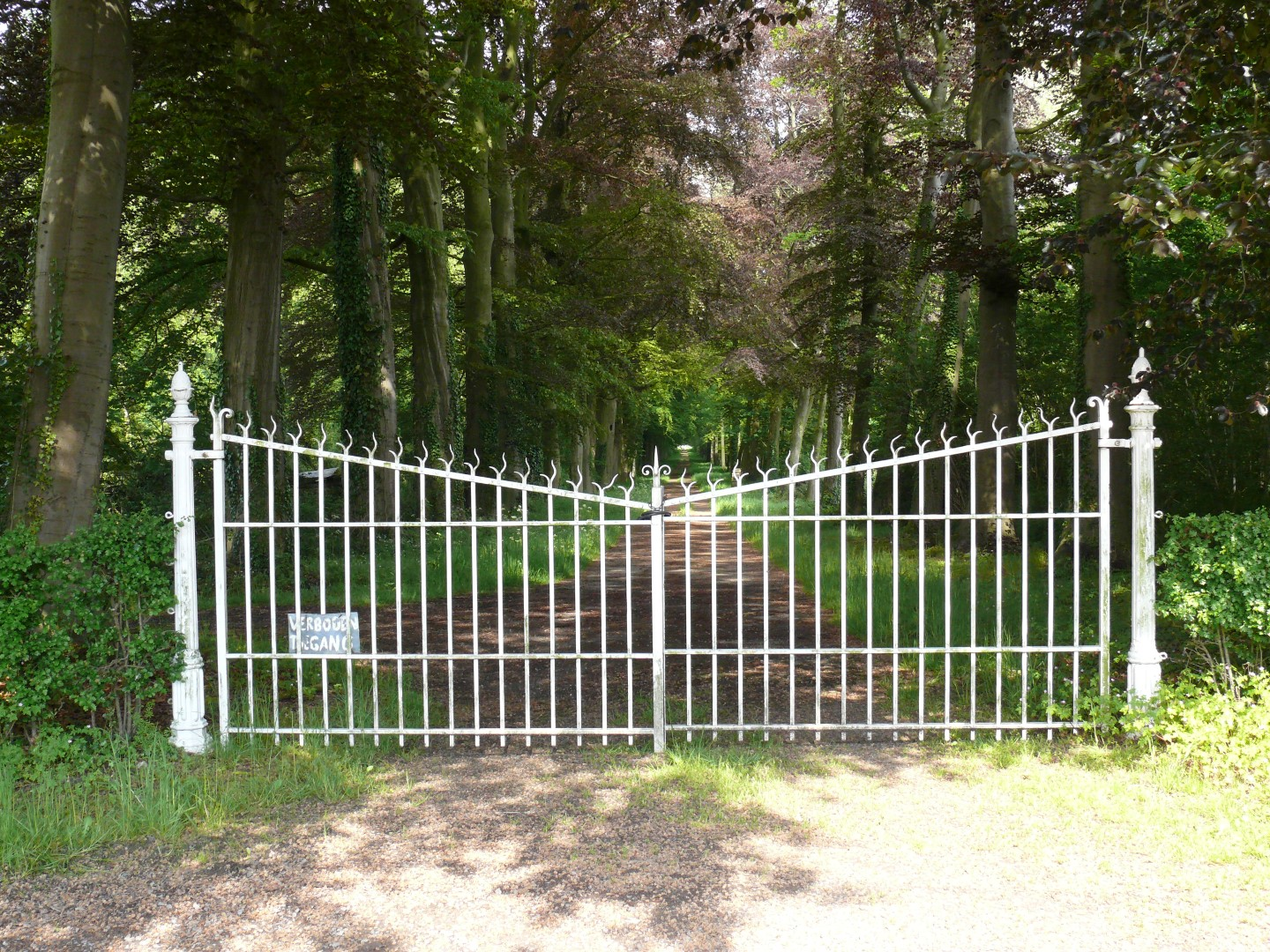
Kasteeldreef
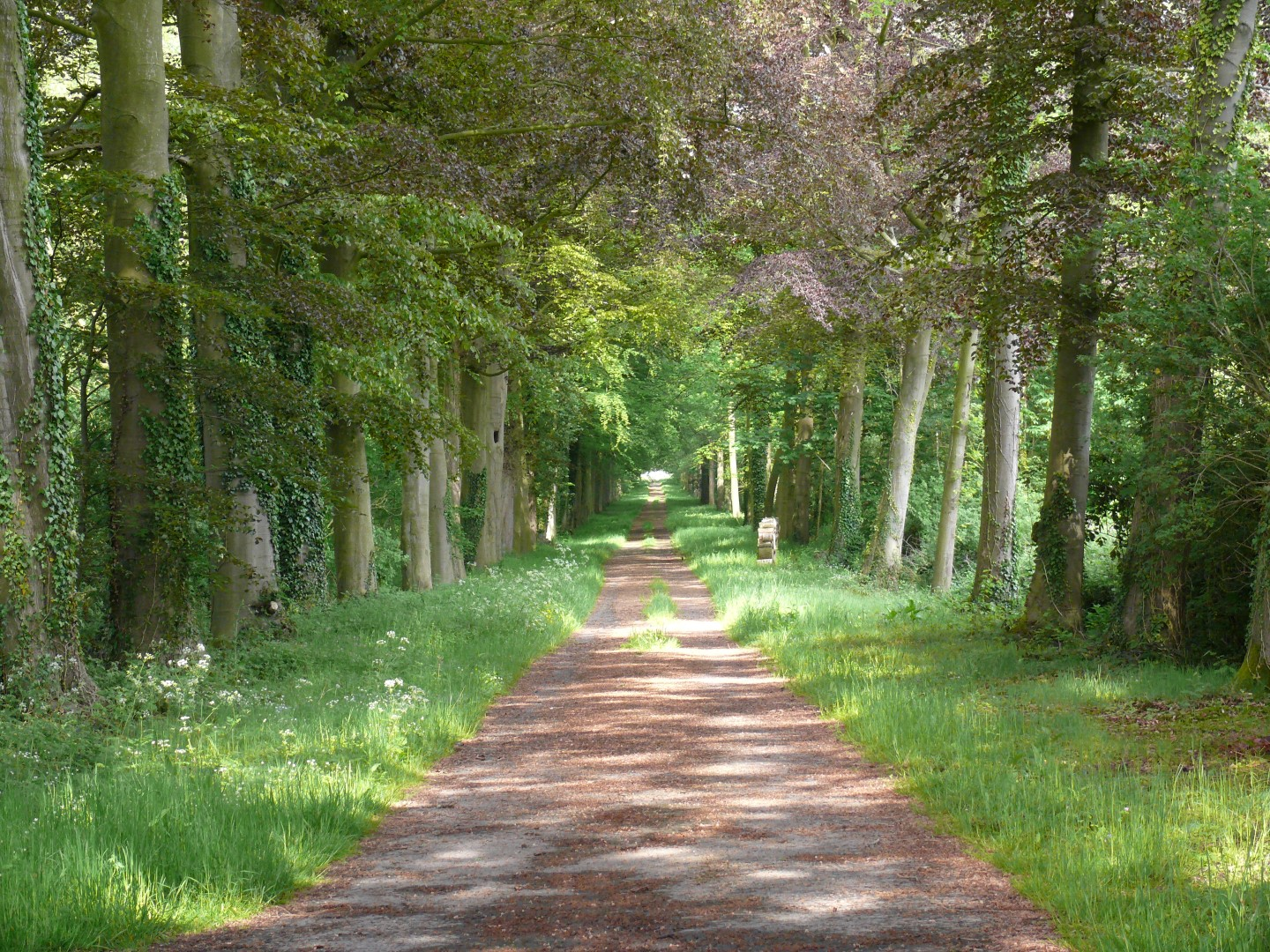
Kasteeldreef
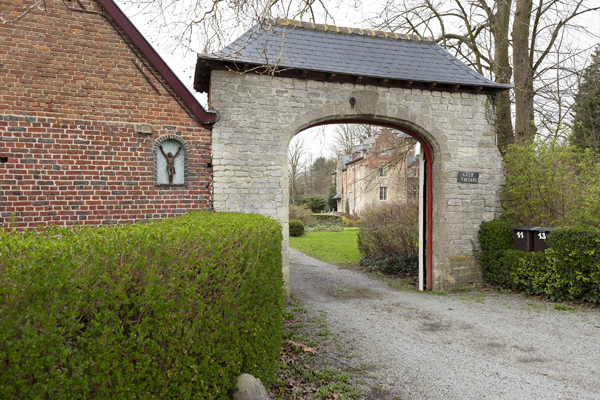
Buitenzicht
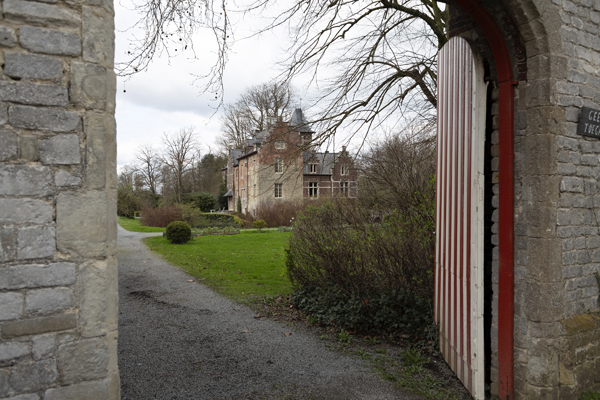
Buitenzicht